# ナチスによって没収された美術品に関するワシントン原則
ナチスによって没収された美術品に関するワシントン原則（ナチスによってぼっしゅうされたびじゅつひんにかんするワシントンげんそく、Washington Principles on Nazi-Confiscated Art）は、第二次世界大戦前および第二次世界大戦中にナチス・ドイツによって没収された美術品の返還に関する声明。
1998年12月3日にワシントンD.C.で開催されたホロコースト時代の資産に関するワシントン会議に関連してリリースされた。